# Устье (Гдовский район)
Устье — деревня в Гдовском районе Псковской области России. Входит в состав городского поселения «Гдов» Гдовского района.
Расположена в 2 км к северо-востоку от Гдова в устье реки Гдовка, у побережья Чудского озера.

## Население
| 2001 | 2002 | 2010 |
| ---- | ---- | ---- |
| 222  | ↘193 | ↘169 |

Численность населения деревни по оценке на 2000 год составляет 222 жителя, на 2009 год — 202 жителя.

## История
До 2005 года деревня входила в состав ныне упразднённой Гдовской волости.